# Библиотекар на даљину
Библиотекар на даљину или библиотекар за учење на даљину, је специјализовани академски библиотекар чије примарне дужности укључују пружање информација потребама студената образовања на даљину, факултета, као и особља. Ова позиција обично укључује координацију дужности многих библиотекара и библиотечког особља како би се осигурао адекватан приступ библиотечким ресурсима за оне који се упишу и предају курсеве образовања на даљину. 

## Историја
Препознајући да је понуда образовања на даљину у порасту у образовним институцијама после средње школе, Удружење библиотека колеџа и истраживачких библиотека (ACRL) објавило је „Смернице за библиотеке за учење на даљину у 2000. години“.  У овим смерницама се наводи да „чланови заједнице учења на даљину имају право на библиотечке ресурсе који су једнаки онима који су обезбеђени студентима и факултетима у традиционалном кампусу“.  Управни одбор ACRL је 1. јула 2008. одобрио „Стандарде за библиотечке услуге учења на даљину“.
Стандарди су подељени у два дела: 
- Део 1. Основе, пружа резиме принципа права приступа, истиче параметре по којима ће Стандарди служити као живи документ, нуди дефиниције појмова повезаних и са образовањем на даљину и са академским библиотекарством, и формализује филозофију Стандарда као „ Повеља о правима за заједницу за учење на даљину“. [3]
- Део 2. Специфични захтеви, диктира фискалне одговорности, особље, библиотечко образовање, менаџмент, објекте и опрему, ресурсе, услуге и документацију неопходну свакој институцији за пружање еквивалентних услуга студентима и факултетима на даљину. [3]

Традиционално, академски библиотекари пружају референтне услуге студентима, професорима и особљу; подршка наставном плану и програму и инструкцији кроз изградњу прикупљања и управљање информационим ресурсима; и пружају библиографску подршку и упутства за повећање информатичке писмености међу корисницима.  Већина институција је већ пружала подршку студентима, наставницима и особљу на даљину. ACRL-ови „Стандарди за библиотечке услуге учења на даљину“ учинили су неопходним да се формализују функције, улоге и дужности академских библиотекара који подржавају студенте на даљину и довели су до стварања радног места библиотекар за образовање на даљину. 

## Улоге и дужности
Библиотекари на даљину  раде на томе да студенти и наставно особље имају исти приступ основним услугама као и студенти на кампусу, укључујући:
- референтну помоћ,
- библиотечки материјал,
- библиографско упутство,
- међубиблиотечку позајмицу,
- испоруку докумената, и
- приступ резервном материјалу.

Постоје и дужности специфичне за  библиотекаре на даљину. Библиотекари на даљину служе као примарни контакти у библиотеци за студенте и професоре образовања на даљину.  Библиотекари на даљину могу да пруже техничку подршку или референтну услугу преко телефона, користећи тренутне поруке, одговарајући на е-пошту и обрасце захтева за референтну услугу или путем видео конференција .     Библиотекари на даљину такође дизајнирају, одржавају и процењују библиотечке веб-странице и корисничке интерфејсе за учење на даљину.   Веб локације учења на даљину генерално пружају опште информације студентима који се образују на даљину, као што су како да добију библиотечку карту и радно време за референтне услуге. Библиотекари на даљину такође креирају специјализоване онлајн туторијале који покривају теме као што су образовање информационе писмености и коришћење удаљено доступних библиотечких база података.   Библиотекари на даљину такође помажу факултету у дизајнирању веб-страница специфичних за курс и дају савете о ауторским правима.  
Удружење библиотека колеџа и истраживачких библиотека признаје да ће методе пружања библиотечких услуга образовања на даљину варирати од институције до институције, али би требало да се развијају користећи исте професионалне стандарде и смернице које користе друге академске библиотеке.